# Observatório de Maragha

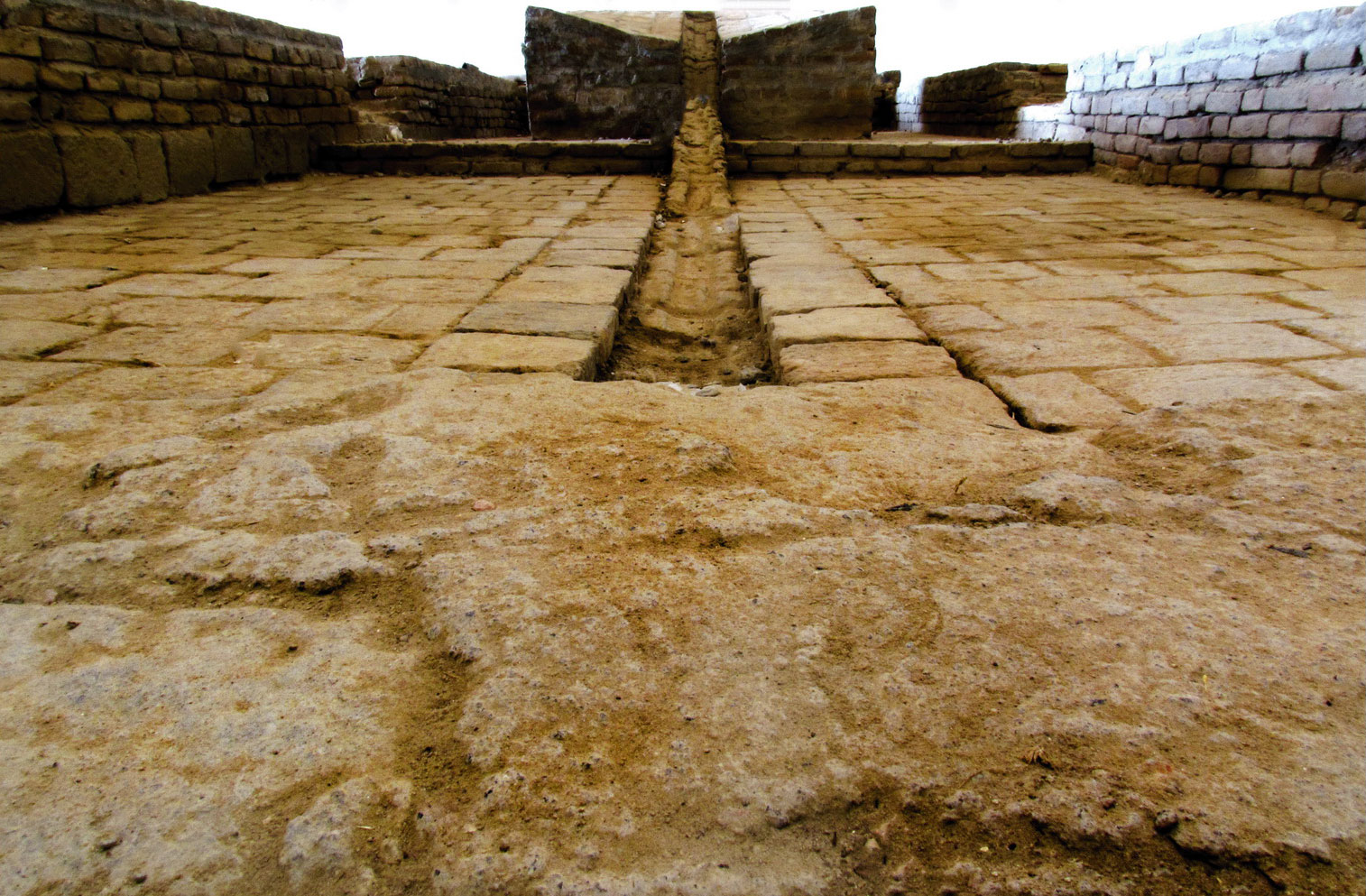
Torre Central do Observatório de Maragheh

O Observatório de Maraga (Persa: رصدخانه مراغه) foi um observatório astronômico estabelecido em meados do século XIII sob o patrocínio do Ilcânida Hulagu e a direção de Naceradim de Tus, um cientista e astrônomo persa. O observatório está localizado no lado oeste de Maraga, que se situa na atual província do Azerbaijão Oriental do Irã. Era considerado uma das instituições científicas mais avançadas da Eurásia porque era um centro de muitos cálculos revolucionários em matemática e astronomia. Abrigava uma grande coleção de instrumentos astronômicos e livros e servia como instituição educacional. Também foi usado como modelo para o posterior Observatório de Ulugue Begue em Samarcanda, o Observatório de Taqi al-Din em Constantinopla e o observatório Jantar Mantar em Jaipur.

## História

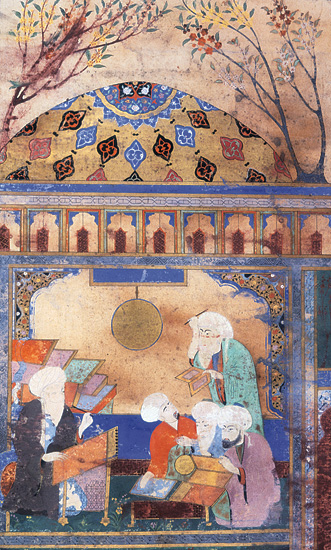
Pintura de Al-Tusi e colegas trabalhando no Zij-i Ilkhani no observatório

### Antecedentes e pré-conquista mongol
A região de Alamute era anteriormente controlada pelos Nizaris, uma seita do Islã Xiita também referida como os Assassinos ou Hashashins.

### Conquista mongol e estabelecimento do observatório

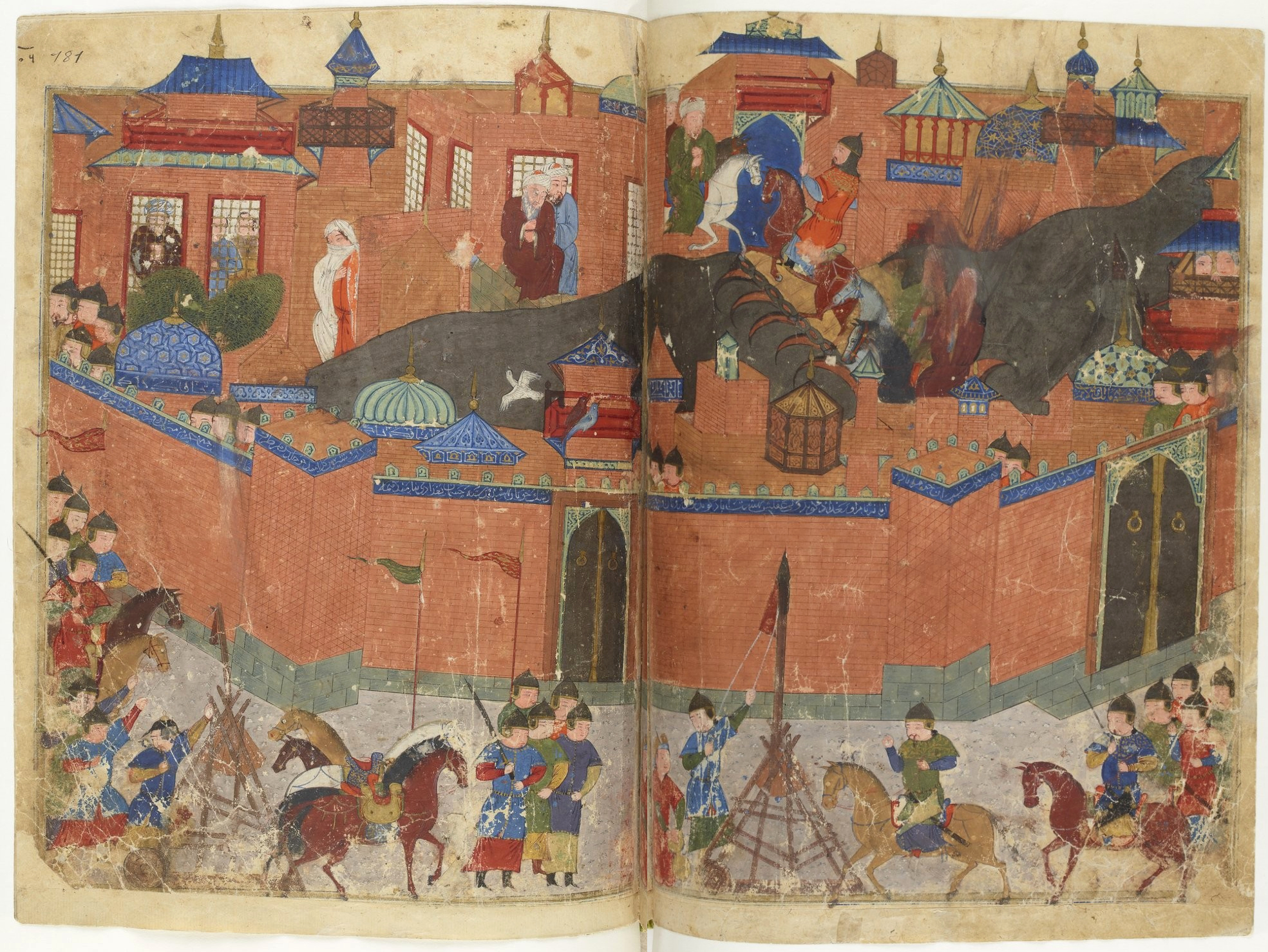
Pintura retratando a captura de Bagdá por Hulagu

Hulagu Cã era um governante mongol e neto de Gêngis Cã. À medida que os mongóis expandiam seu território, Hulagu foi encarregado de conquistar a Mesopotâmia, a Pérsia, o Egito, a Síria e o Califado Abássida, o território que se tornaria o Ilcanato. De 1253 a 1256, Hulagu e seu exército travaram uma campanha de conquista contra os Nizaris na região iraniana de Alamute. Em 1256, os mongóis tomaram o Castelo de Alamute, onde al-Tusi e vários outros estudiosos haviam se refugiado para continuar seus estudos. No entanto, há disputa sobre se al-Tusi foi mantido pelos Nizaris contra sua vontade ou até mesmo ajudou os mongóis em seu ataque.
Hulagu respeitava al-Tusi por sua erudição em ciência e decidiu nomeá-lo como wazir (vizir). Hulagu e seus homens levaram al-Tusi com eles quando foram saquear Bagdá. No recém-formado Ilcanato, al-Tusi foi colocado no comando dos waqfs, um tipo de doação religiosa, que Hulagu mais tarde ordenaria que ele usasse para construir e financiar o observatório. Antes de 1259, al-Tusi falou com Hulagu sobre a necessidade de novas tabelas astronômicas; devido ao seu próprio interesse em astrologia, o Cã respondeu autorizando o financiamento e a construção do observatório de Maragheh, e mais tarde fez de Maragheh a capital do Ilcanato. Em um relato, Al-Tusi aproveitou-se das superstições de Hulagu e disse-lhe que poderia prever o futuro se ele patrocinasse o observatório. Um segundo relato sugere que o irmão de Hulagu, Mangu Cã, tinha um grande interesse em matemática e astronomia, e isso influenciou a decisão de Hulagu de contatar al-Tusi para construir o observatório. Independentemente das razões originais para a construção, Hulagu tornou-se o primeiro governante a financiar um observatório patrocinando sua construção com um waqf.

#### Construção e uso do local
A construção do observatório começou em 1259 e durou entre 3 e 5 anos. Alguns especulam que após a morte de Mongke, houve um curto período em que a construção foi interrompida. Mu'ayyad al-Din 'Urdi foi então designado para comandar a construção. Hulagu deu a al-Tusi permissão para construir um novo observatório no local de sua escolha, e al-Tusi escolheu a cidade de Maragheh no atual Irã. Al-Tusi foi o primeiro diretor do observatório, e ele supervisionou a colocação de novos instrumentos, recrutamento de pessoal, o abastecimento de uma biblioteca integrada, e foi nomeado administrador do fundo do observatório.

#### O local físico
O local para o observatório foi situado fora da cidade de Maragheh em uma colina de topo plano, que se estendia por cerca de 400 metros de comprimento por 150 metros de largura. O layout do local consistia em uma torre central e cinco outras plataformas circulares. O local também incluía um edifício dedicado ao trabalho com metais (para a criação de ferramentas astronômicas), bem como alojamentos. O local também continha uma grande cúpula, cuja finalidade era permitir que os astrônomos residentes medissem a posição e o movimento do sol.

## Cientistas notáveis
Homens de matemática, ciência e astronomia vieram ao Observatório de Maragheh de todo o mundo islâmico e além. De acordo com textos recuperados do observatório, o local tinha uma reputação tão difundida que havia chegado até a China, pois estudantes haviam viajado para estudar matemática, física e astronomia. Foram encontradas evidências que sugerem um grande foco na educação; textos orientados para estudantes foram descobertos, oferecendo introduções à astronomia matemática e tabelas astronômicas. Entre os estudiosos presentes estava Bar-Hebraeus, que no final de sua vida estabeleceu residência próxima ao observatório para usar a biblioteca em seus estudos; ele deixou uma descrição do observatório.
Vários outros astrônomos proeminentes trabalharam com Tusi no observatório, como Muhyi al-Din al-Maghribi, Mu'ayyid al-Din al-'Urdi, de Damasco, Qutb al-Din al-Shirazi, e o astrônomo chinês de Hulagu, Fao Munji, cuja experiência astronômica chinesa trouxe melhorias ao sistema Ptolemaico usado por Tusi.
Após 12 anos de intenso trabalho de al-Tusi e outros cientistas, incluindo Mu'yed al-Din al-Arad-Najmedin Cathy, Najmd al-Din Qazvini, Allame Qutbuddin Shirazi e Fakhruddin Maraghi, as tabelas foram compiladas no Zij-i Ilkhani. As tabelas foram publicadas durante o reinado de Abaca  Cã, filho de Hulagu, e foram nomeadas em homenagem ao patrono do observatório.

### Naceradim de Tus

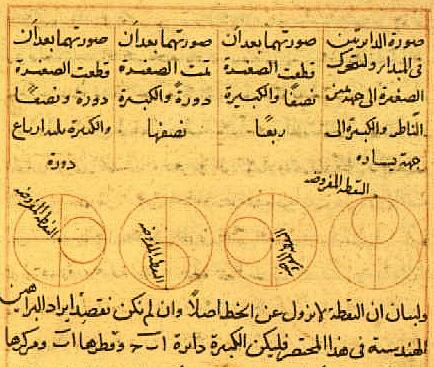
Par de Tusi do manuscrito Vat. Arabic ms 319

Naceradim de Tus foi o principal astrônomo e primeiro diretor do observatório. Seu trabalho mais notável foi a criação do par de Tusi, um sistema baseado em geometria que resolveu alguns dos problemas fundamentais com os cálculos ptolemaicos. Outras obras notáveis foram revisões dos Elementos de Euclides e do Almagesto de Ptolemeu, bem como o manual astronômico intitulado Zīj-i Īlkhānī ou Tabelas Ilcânicas detalhando o movimento dos planetas. Cerca de 350 anos antes de Galileu ter visto a Via Láctea através de seu telescópio, Tusi já havia oferecido seus próprios pensamentos sobre a galáxia, afirmando que a cor "leitosa" provavelmente se devia a aglomerados de pequenas estrelas.

### Mu'ayyid al-Din al-'Urdi
Mu'ayyid al-Din al-'Urdi foi um astrônomo e engenheiro encarregado da construção dos edifícios do observatório, bem como da fabricação dos instrumentos astronômicos. Acredita-se que ele também desempenhou um papel fundamental na concepção do "complexo sistema de rodas d'água" para o observatório. Em seu relato detalhado dos instrumentos, ele lista o quadrante mural e a esfera armilar como dois dos instrumentos que projetou para o observatório. O Globo Celeste, no entanto, foi provavelmente fabricado por volta de 1300 por Muhammad, o filho de Mu'ayyad al-Din al-Urdi, cuja assinatura pode ser encontrada no globo. É feito de latão com incrustações de prata e ouro e foi adquirido em 1562 por Augusto, Eleitor da Saxônia.

### Declínio e legado
O declínio do observatório de Maragheh começou no século XIII. O observatório sobreviveu durante o reinado de sete governantes da dinastia, incluindo os reinados de Abaqa e Uljaytu. Após a morte de al-Tusi, seu filho Sadr al-Din o sucedeu como diretor do observatório. Durante o reinado de Uljaytu, ele nomeou o outro filho de al-Tusi, 'Asil al-Din, como diretor. Estudiosos e estudantes de matemática, ciência e astronomia vieram ao Observatório de Maragheh de todo o mundo islâmico e até as fronteiras orientais da China. Como outras madrasas construídas em estruturas islâmicas na época, o observatório também servia como instituição educacional, focada no ensino de astronomia e fornecendo experiência prática com os instrumentos disponíveis.
Na época, o Observatório de Maragheh foi o primeiro observatório a sobreviver ao seu fundador, permanecendo ativo por mais de 50 anos, com mais de cem astrônomos conduzindo pesquisas na instalação durante sua vida útil. A estagnação e o declínio do observatório de Maragheh começaram no final do século XIII. Um grande golpe veio quando o observatório perdeu seu patrocínio após as mortes de Hulagu em 1265 e seu filho Abaca em 1282. Com o tempo, o local se transformou em ruínas como resultado de frequentes terremotos e falta de financiamento. Ao longo de séculos de conflito duradouro na região, o conteúdo da biblioteca do observatório foi roubado ou destruído. Xá Abas, o Grande, da Pérsia, providenciou reparos em algum momento no início do século XVII, mas o Shah morreu antes que a restauração pudesse começar. O observatório tornou-se inativo no início do século XIV, mas o design influenciou vários outros observatórios. Um exemplo é o observatório de Ulugue Begue, localizado em Samarcanda, Uzbequistão. Este observatório, construído na década de 1420, era semelhante em escala ao Observatório de Maragheh. O Observatório de Ulugue Begue mais tarde serviu como referência para observatórios europeus.
O irmão mais velho de Hulagu, Cublai Cã, também construiu um observatório, o Observatório Astronômico de Gaocheng na China. Um globo celeste do observatório feito por volta de 1279 está agora preservado em Dresden, Alemanha. É um raro exemplo de arte decorativa do Irã do século XIII, projetado por al-Urdi e feito de bronze com incrustações de prata e ouro.

## Renovado interesse acadêmico

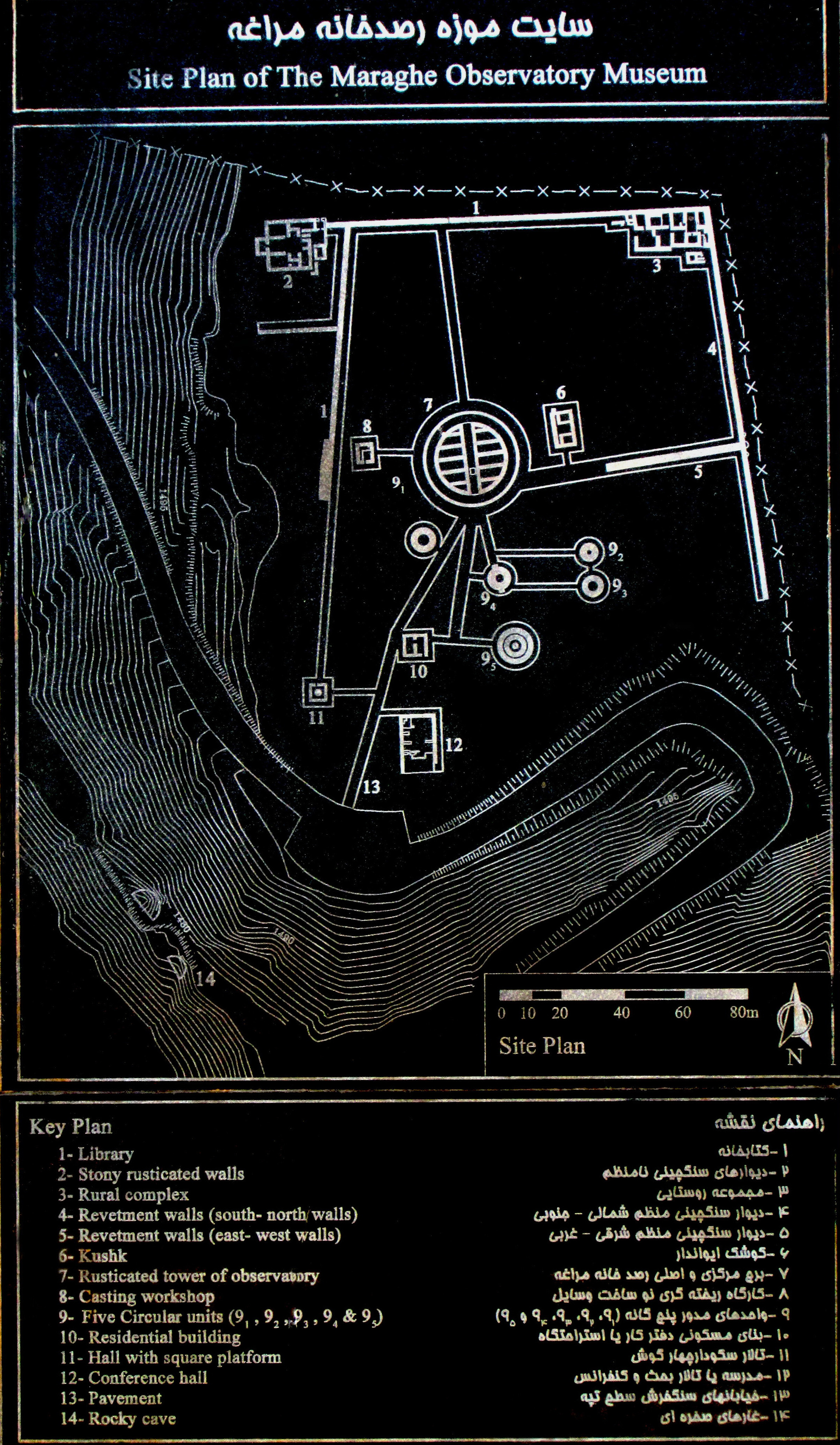
Planta do local do Observatório de Maragheh

O observatório de Maragheh foi escavado pelo arqueólogo iraniano Parviz Varjavand em 1972, após seu trabalho ter sido encomendado pela Universidade de Teerã e pela Universidade de Tabriz. Antes dessa escavação, não havia sido realizada nenhuma pesquisa arqueológica moderna neste antigo local científico.
A escavação ocorreu em uma colina localizada a oeste da cidade de Maragheh onde a torre central, juntamente com numerosas outras unidades arquitetônicas, foi desenterrada, incluindo uma residência para Hulagu e uma mesquita. A torre central tinha um plano circular e era dividida por um longo corredor, de modo que havia seis espaços de cada lado. Era o espaço principal onde as observações ocorriam e também onde os documentos científicos eram mantidos. Unidades circulares menores foram encontradas perto da torre central, que se acredita terem sido as plataformas nas quais os instrumentos astronômicos eram colocados. Uma oficina de fundição, um prédio escolar e uma grande biblioteca faziam parte do complexo de pesquisa científica do observatório
Fragmentos de vidro e cerâmica foram encontrados, assim como moedas de cobre e uma moeda de ouro do período Ilcânida. Uma variedade de pedras arquitetônicas (tijolo, pedra esculpida e gravada, azulejo esmaltado) que foram usadas para a construção e ornamentação dos edifícios também foram descobertas.
No lado oeste da colina, Varjavand também encontrou as chamadas cavernas Rasadkhana com estruturas rochosas semelhantes a templos que lembram estilos arquitetônicos religiosos chineses e mongóis. Acredita-se que esses espaços subterrâneos tenham sido usados por visitantes para cerimônias religiosas durante o período Ilcânida.

## Preservando o local

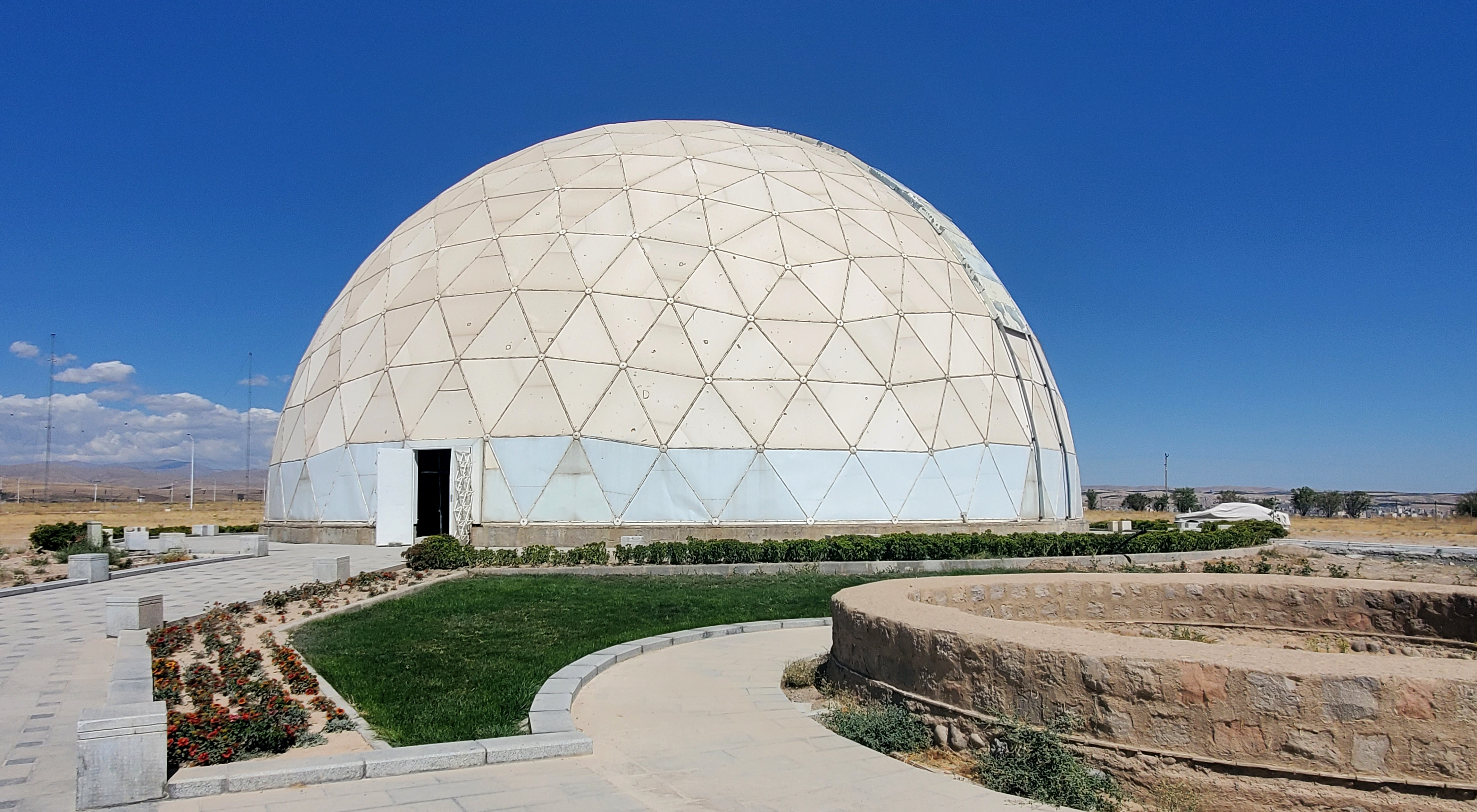
Cúpula do observatório de Maragheh

Nos últimos anos, o interesse aumentou na importância histórica deste local. Uma cobertura em forma de cúpula foi construída para proteger os vestígios do observatório. A Universidade de Tabriz, próxima, tem sido responsável pela gestão e proteção do local de Maragheh desde o final dos anos 70. Em colaboração com o município de Maragheh, novos projetos de renovação estão sendo conduzidos para preservar o local.